# USS Sustain (AFDM-7)
L'USS Sustain (AFDM-7) (ancien YFD-63, est une cale sèche flottante auxiliaire moyenne de classe AFDM-3 construite en 1945 et exploitée par l'US Navy,.

## Construction et carrière
Le YFD-63 a été construit au Everett-Pacific Shipbuilding & Dry Dock Company (en) à Everett en 1945. Le cargo USS Melucta (AK-131) (en) a remorqué YFD-63 d'Everett pour Moore Dry Dock Company (en) à Alameda, le 23 janvier 1945. Elle est mise en service plus tard en 1945 après sa livraison à la Marine le 1er janvier. Le 1er août 1946, la cale sèche a été renommée AFDM-7.
Le 28 octobre 1950, la cale sèche est mise en bail commercial. En 1956, l'AFDM-7 a été remorqué à travers le canal de Panama et loué à Alabama Drydock and Shipbuilding Company (ADDSCO.
En octobre 1971, l'USNavy rachète la cale sèche à la fin du bail. L'AFDM-7 est réparé et réaménagé par le génie militaire des Seabees à Davisville (Rhode Island), en janvier 1972. Elle stationne à Melville, dans le Rhode Island, de juin 1972 à 1974. En décembre 1972, l'USS Nantahala (AO-60) (en) est mis en cale sèche sur l'AFDM-7. Remorqué à Norfolk en avril 1974 et y stationne jusqu'en 1997.
Le 7 juin 1979, la cale sèche a finalement été nommée Sustain.
En 1984, le destroyer USS Arthur W. Radford (DD-968) a ensuite subi des essais en mer et des réparations à l'intérieur de Sustain. Du 4 septembre au 9 octobre 1984, l'USS Ainsworth (FF-1090) a terminé les travaux à l'intérieur de Sustain à Norfolk.
Le destroyer USS Kidd (DDG-993) est retourné à Norfolk et y a effectué une mise en cale sèche, y restant pendant plus d'une semaine pour la mise en œuvre du système de séquençage opérationnel du système de combat le 4 juin 1990.
Sustain a été mis hors service le 1er août 1997 et loué à Atlantic Marine and Dry Dock, Inc., Jacksonville le 30 novembre 1999.
La cale sèche a rompu le câble de remorquage lors d'une tempête au large du cap Hatteras le 14 janvier 2000 et a dérivé sur 300 milles dans le Gulf Stream jusqu'à ce qu'elle soit prise sous contrôle par l'équipe de sauvetage et remorquée aux Bermudes. Enfin arrivé à Jacksonville le 24 février 2000. Sustain a été rayé du Naval Vessel Register le 30 janvier 2007 et vendu plus tard à Atlantic Marine le 29 février 2008.
En mai 2010, Atlantic Marine a été acquise par BAE Systems renommé BAE Systems Southeast Shipyards (en). La cale sèche a pu accueillir l'USS Nitze (DDG-94) en 2014. Le 29 mars 2019, le Littoral combat ship USS Detroitv(LCs-7) a été mis en cale sèche pour des réparations à l'intérieur de l'ancien Sustain.

## Décoration
- American Campaign Medal
- Asiatic-Pacific Campaign Medal
- World War II Victory Medal
- National Defense Service Medal
  -  Philippine Liberation Medal
- Meritorious Unit Commendation

### Liens connexes
- Liste des navires auxiliaires de l'United States Navy
- Théâtre du Pacifique de la Seconde Guerre mondiale